# Jack Crompton
Jack Crompton, all'anagrafe John Crompton (Hulme, 18 dicembre 1921 – Hulme, 4 luglio 2013) è stato un allenatore di calcio e calciatore inglese, di ruolo portiere.

## Carriera

### Giocatore
Dopo aver giocato nelle giovanili di alcuni club dilettantistici dell'area metropolitana di Manchester nel 1942 va a giocare all'Oldham Athletic, con cui per un biennio gioca nei vari tornei sostituitivi dei tradizionali campionati, sospesi per via della seconda guerra mondiale. In seguito gioca anche con Manchester City e Manchester Utd, club che lo tessera nel 1944 per poi cederlo in prestito fino al 1945 allo Stockport County. Dal 1945 fino al 1956, ovvero l'anno in cui all'età di 35 anni si ritira, Crompton gioca poi nella prima divisione inglese con i Red Devils, per un totale di 191 partite giocate in prima divisione (che sono anche le sue uniche in carriera nei campionati della Football League). Durante la sua permanenza nel club gioca da titolare fisso dal 1946 al 1950, mentre nei sei anni successivi è una riserva (fa parzialmente eccezione la stagione 1952-1953, in cui gioca 25 partite); partecipa inoltre attivamente alla vittoria della FA Cup 1947-1948 (scende anche in campo nella finale della competizione) ed alla vittoria del campionato nella stagione 1951-1952 e nella stagione 1955-1956 (nella quale gioca la sua ultima partita da professionista), oltre che a quella del FA Charity Shield 1952.

### Allenatore
Subito dopo il ritiro Crompton inizia ad allenare ricoprendo per due anni il ruolo di vice allenatore del Luton Town in prima divisione; dopo l'incidente aereo di Monaco di Baviera torna tuttavia al Manchester United, dove lavora per quattro anni come vice, salvo poi fare nuovamente ritorno al Luton Town al posto del dimissionario Sam Bartram come allenatore del club, incarico che comunque mantiene di fatto per una sola settimana, terminata la quale lascia definitivamente gli Hatters e torna a lavorare come vice di Matt Busby al Manchester United. Lascia per la seconda volta il club al termine della stagione 1970-1971, quando sostituisce Don McEvoy sulla panchina del Barrow, club di quarta divisione: dopo una sola stagione viene tuttavia esonerato, lavorando nei due anni seguenti come vice allenatore rispettivamente al Bury ed al Preston N.E.; nel 1974 torna per la terza ed ultima volta in carriera al Manchester United, di cui allena le riserve fino al 1981, anno in cui all'età di 59 anni si ritira definitivamente.

## Palmarès

### Giocatore

#### Competizioni nazionali
- Campionato inglese: 2

Manchester United: 1951-1952, 1955-1956
- Coppa d'Inghilterra: 1

Manchester United: 1947-1948
- FA Charity Shield: 1

Manchester United: 1952